# أهولي (أسطورة)
أهولي (بالإنجليزية: Aholi)‏ هو مواطن من إيوتوتو Eototo في أمريكا الشمالية وهو نادر وجميل. عباءته منقوش عليها صورة بالمينغوا وكذلك بقية الألوان التي تمثل الربيع والخصب والإشراق والشمس. وهو يحكم على قبيلة بيكيا. منذ العصور القديمة جدا كان أهولي وایوتوتو متقاربين، ولكن أهولي انتزع حنجرته حتى استطاع إيوتوتو النجاة. وأخيرا التقيا ثانية في أوريبي القديمة.

## معرض صور

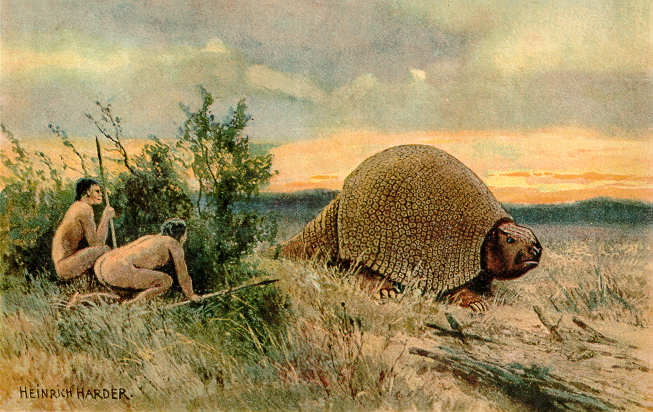
رسم توضيحي للسكان الأصليين وهم يصطادون غليبتودون.
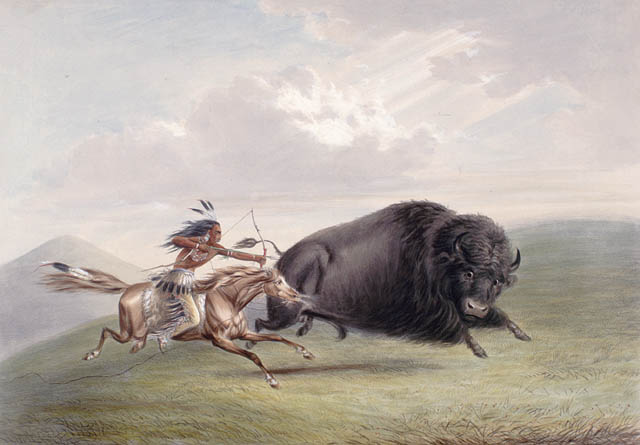
مطاردة البيسون يصورها جورج كاتلين.
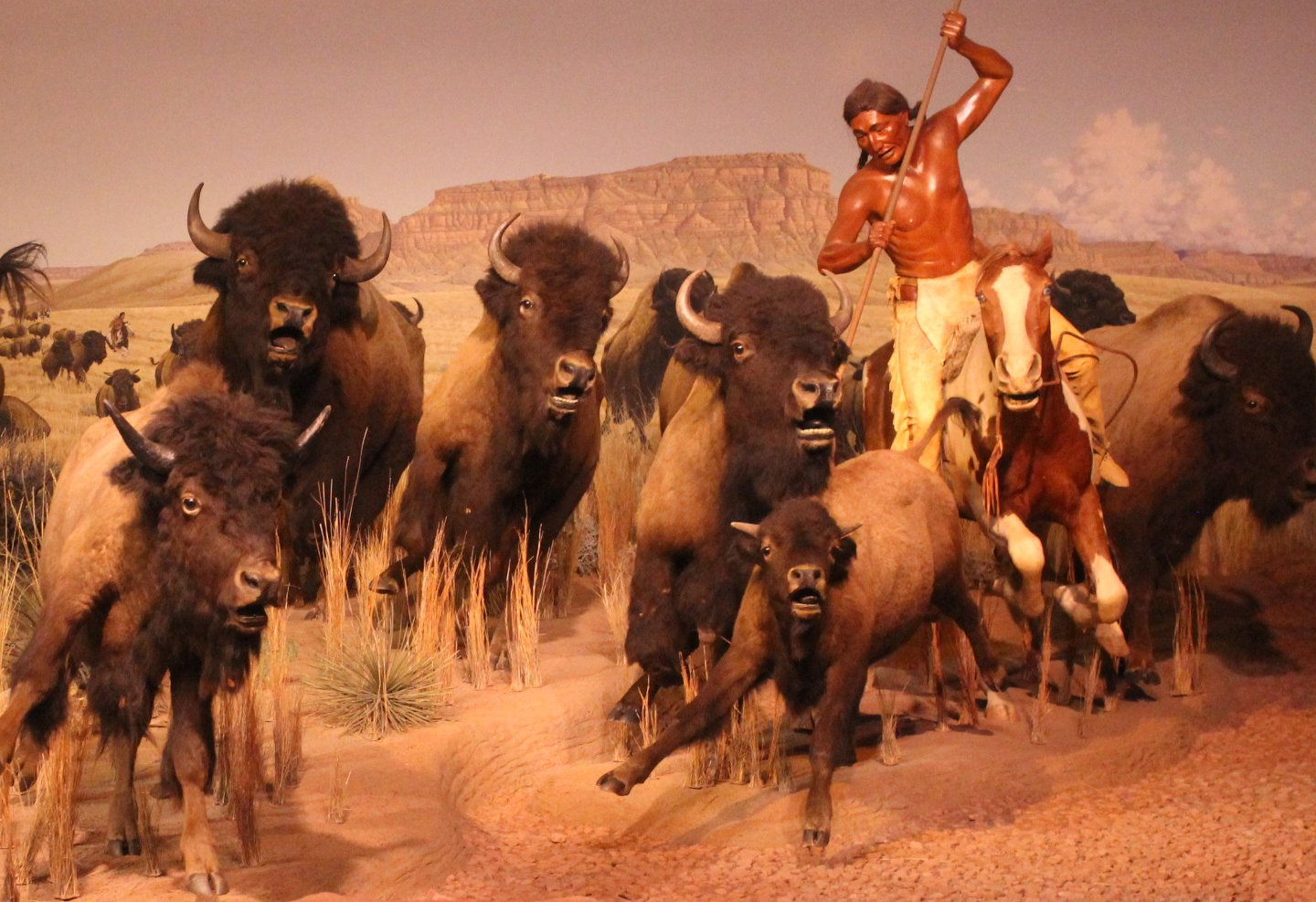
مطاردة حيوان البيسون من قبل أحد السكان الأصليين.
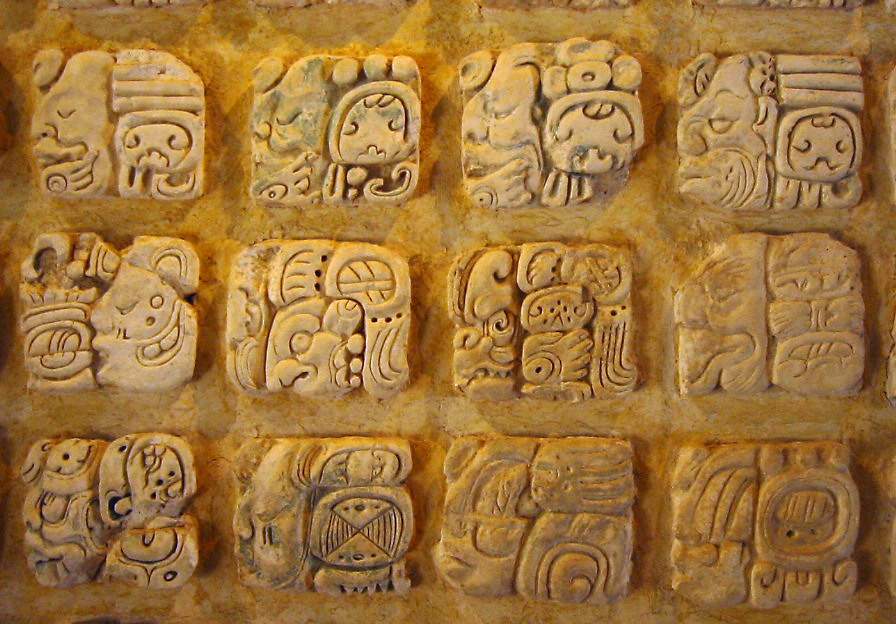
صورعلى الجص من المايا في متحف Sitio في بالينكو، المكسيك.
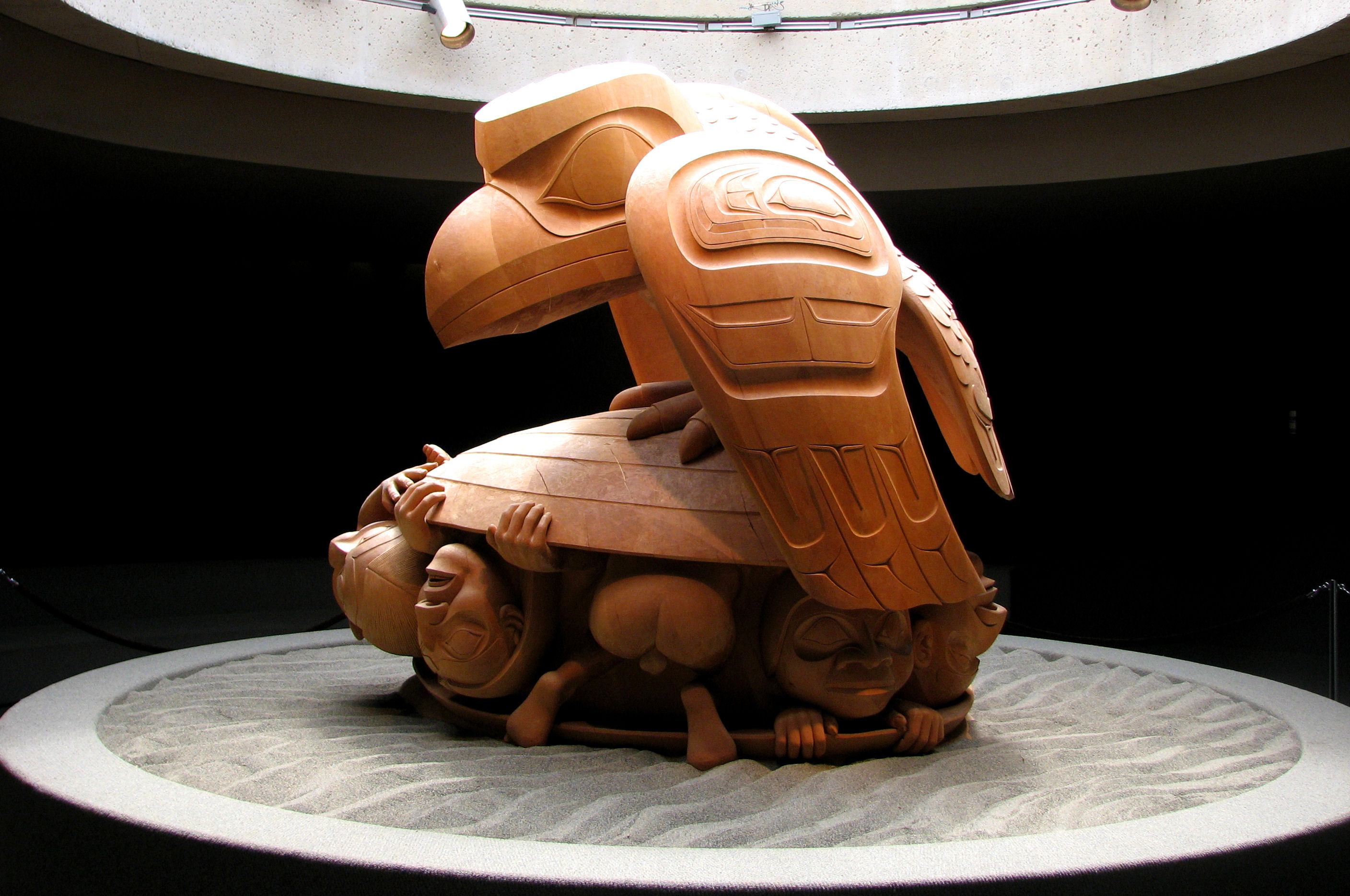
الغراب والرجل الأول. يمثل الغراب شخصية المحتال المشترك في العديد من الأساطير.